# Украинка (Черепановский район)
Украи́нка — село в Черепановском районе Новосибирской области. Входит в состав Верх-Мильтюшинского сельсовета.

## География
Площадь села — 29 гектаров.

## Население
| 2002 | 2007 | 2010 |
| ---- | ---- | ---- |
| 93   | ↗107 | ↗114 |

## Инфраструктура
В селе по данным на 2007 год отсутствует социальная инфраструктура.